# هوگللند (مونتانا)
هوگللند (به انگلیسی: Hogeland) یک منطقهٔ مسکونی در ایالات متحده آمریکا است که در شهرستان بلین، مونتانا واقع شده‌است. هوگللند ۹۵۷٫۰۸ متر بالاتر از سطح دریا قرار دارد.